# Arctostaphylos alpina
La gayuba negra, (Arctostaphylos alpina, basónimo Arbutus alpina L.) también conocida como "uva" de oso alpina, es una especie de arbusto perteneciente a la familia Ericaceae.

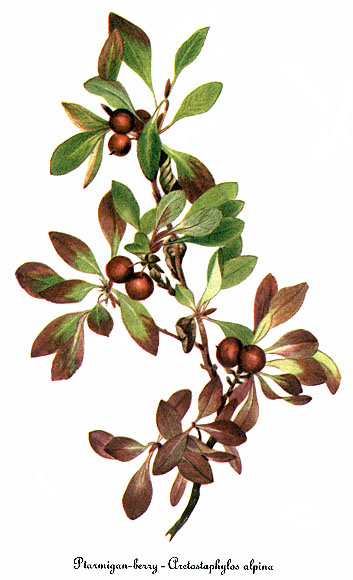
Ilustración

## Descripción
Es un arbusto procumbente de 1-3 dm de altura. Las hojas son claramente dentadas. Suelen tornar al rojizo en otoño, y las hojas muertas pueden persistir en la planta por varios años. Los frutos son drupas negro purpúreas a negras. Las flores son blancas. 
Su distribución es circumpolar, a altas latitudes, desde Escocia, Escandinavia, Rusia, Alaska, Canadá, Groenlandia; los límites sureños en Europa están en los Pirineos y en los Alpes, en Asia en el Macizo de Altái, en Norteamérica a la Columbia Británica en el oeste, Maine y Nuevo Hampshire en EE. UU. en el este.

## Usos
Los frutos silvestres de esta especie son comestibles y se consumen crudos o cocidos. Son muy jugosos, pero presentan un sabor un poco amargo, por ello se consumen preferentemente cocidos o hecho mermelada; ya que saben mucho mejor después de ser preparados.

## Taxonomía
Arctostaphylos alpina fue descrito por (L.) Spreng. y publicado en Systema Vegetabilium, editio decima sexta 2: 287. 1825.

## Etimología
Arctostaphylos: nombre genérico que deriva de las palabras griegas arktos =  "oso", y staphule = "racimo de uvas", en referencia al nombre común de las especies conocidas y tal vez también en alusión a los osos que se alimentan de los frutos de uva.
alpina: epíteto latino que significa "de las montañas, alpino"